# هوغو كويلو
هوغو كويلو (بالبرتغالية: Hugo Nunes Coelho‏) هو لاعب كرة قدم برتغالي، ولد في 30 أكتوبر 1980 في Mafamude ‏ في البرتغال. لعب مع أولمبياكوس نيقوسيا ونادي جنوب الصين.

## وصلات خارجية
- هوغو كويلو على موقع قاعدة بيانات كرة القدم.إي يو (الإنجليزية)